# Hedvábnička

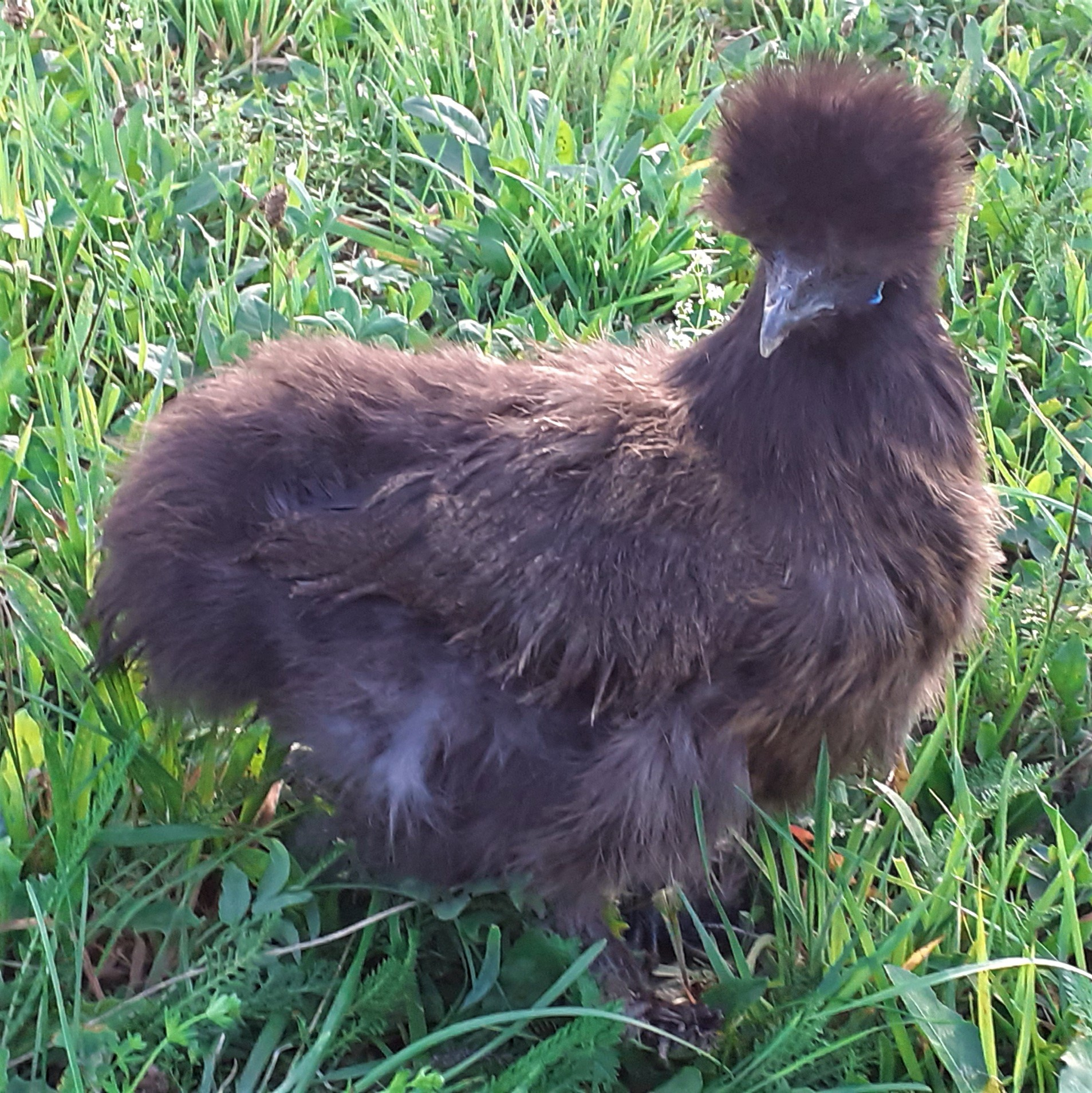
Hedvábnička, slepice

Hedvábnička je plemeno slepic s typickou strukturou peří, které vzhledem připomíná chlupy. Na omak je peří jemné jako hedvábí, odtud název. Mají tmavou kůži, maso a modré ušnice. Na nohou mají pět prstů (namísto obvyklých čtyř). Chovají se především jako okrasné. Kromě toho jsou však dobré kvočny, používají se proto k líhnutí vajec a odchovu kuřat jiných plemen slepic i jiných druhů nekrmivých ptáků, například bažantů nebo křepelek, ale dokonce i vodní drůbeže. Ve srovnání s jinými plemeny slepic jsou velmi krotké a přítulné, často se proto chovají pro radost jako mazlíčci. Vyskytují se v řadě barevných variant i ve zdrobnělé formě.
Hedvábničky jsou také chovány pro maso, které připomíná zvěřinu. Zejména v Asii je považováno za pochoutku.

## Historie
Plemeno pochází z východní Asie, zdrobnělá forma z Nizozemska.

## Typické znaky
- Opeření – na rozdíl od obrysového peří jiných ptáků je stvol pera měkký a paprsky nepropojují jednotlivé větve praporu do souvislé plochy.[2] Hedvábničky proto nedokážou létat.[1] Kromě toho mají bohaté prachové peří.[2]
- Tmavá kůže – šedomodrá až černá, včetně hřebínku, zobáku i běháků. Tmavě zbarvené jsou i maso a kosti.[1][2]
- Hřebínek ve tvaru poloviny vlašského ořechu.[2]
- Běháky s pěti prsty.
- Modré ušnice.
- Ozdoby – chocholka, u některých plemen vousy, na vnějších stranách běháků péřové punčošky.
- Hmotnost: kohout 1,1 až 2 kg, slepice 0,9 až 1,4 kg.[3], zdrobnělá forma: kohout 600g, slepice 500g.

## Galerie

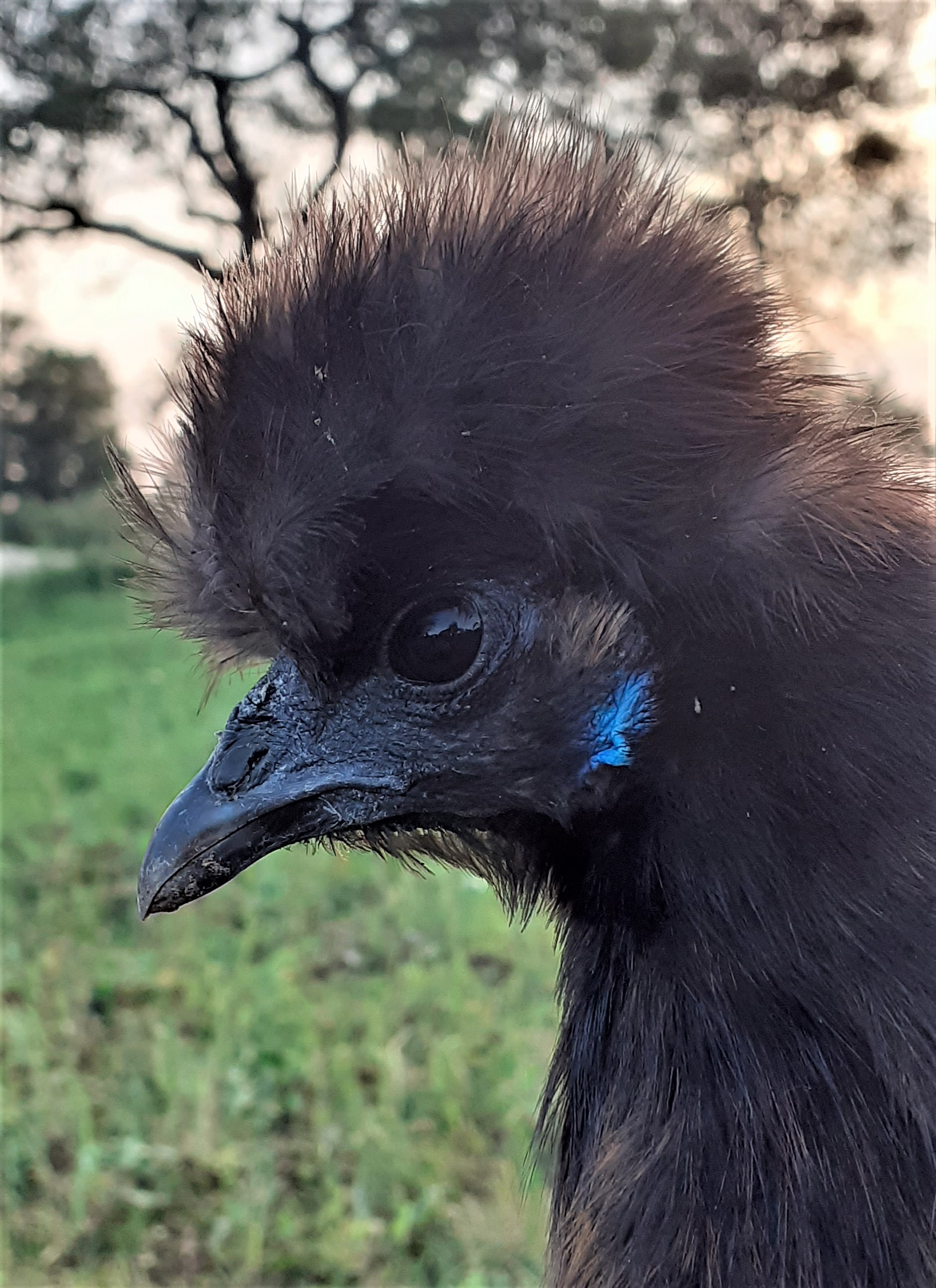
Detail hlavy hedvábničky
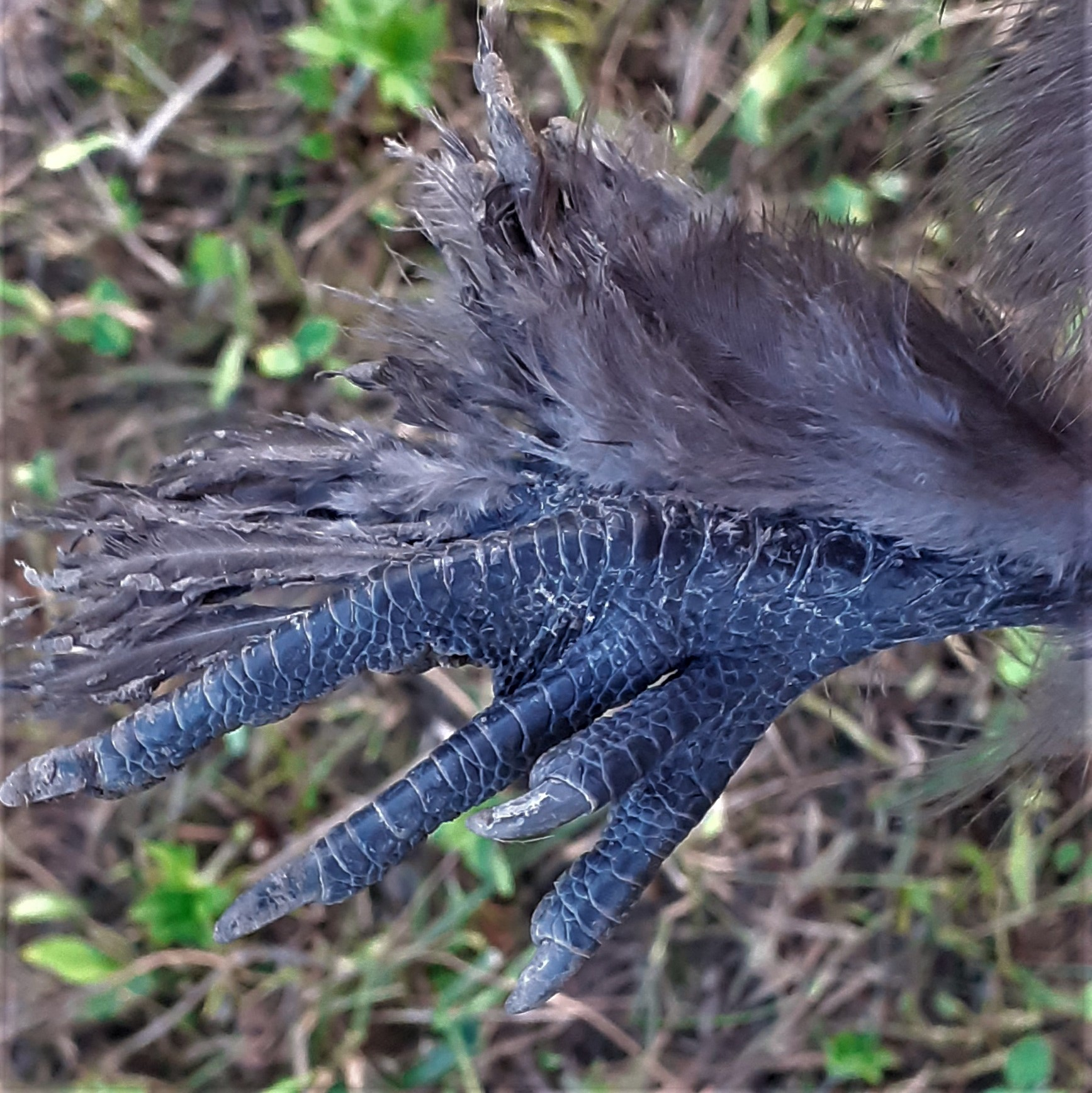
Detail běháku hedvábničky
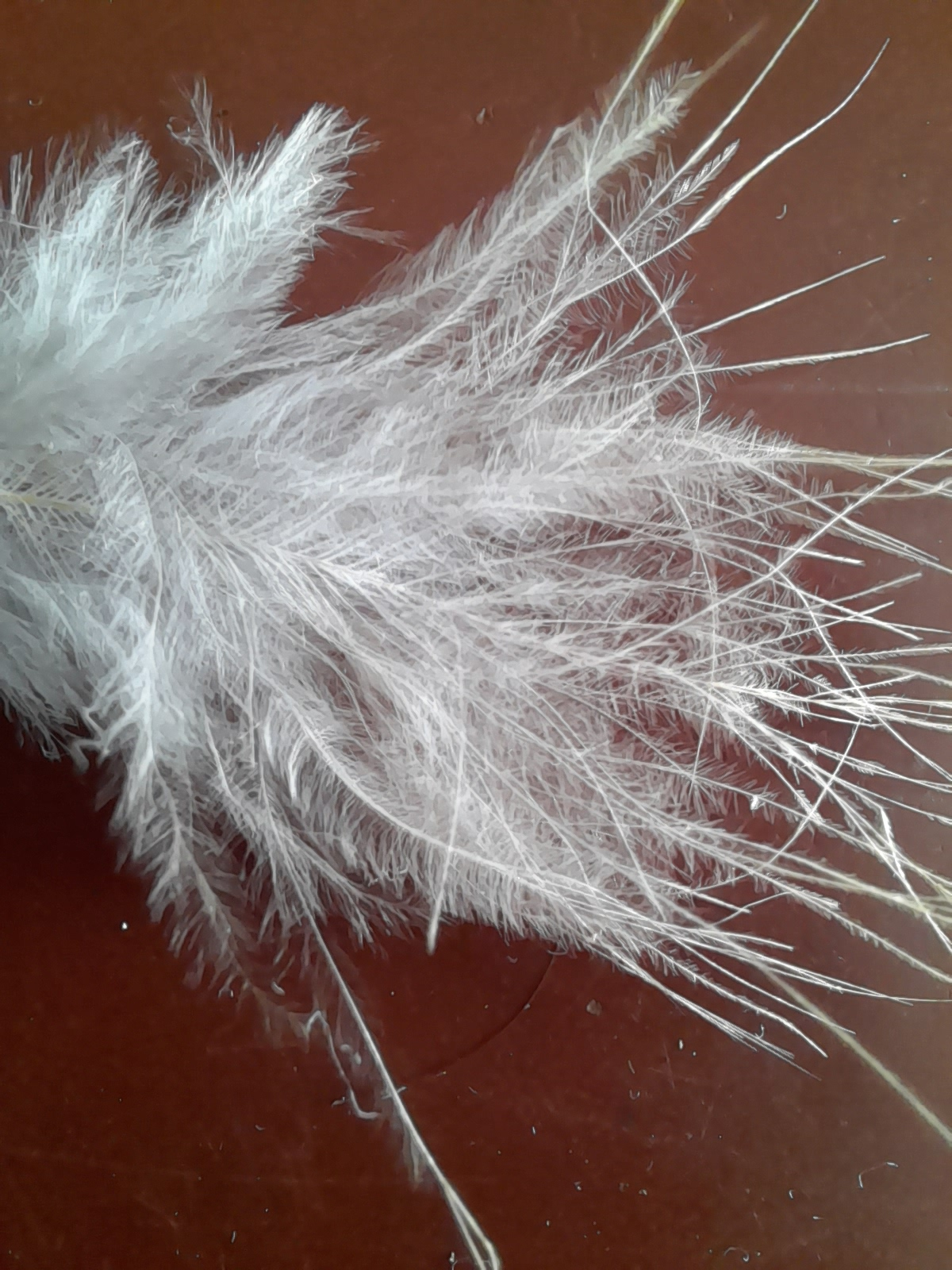
Pero hedvábničky
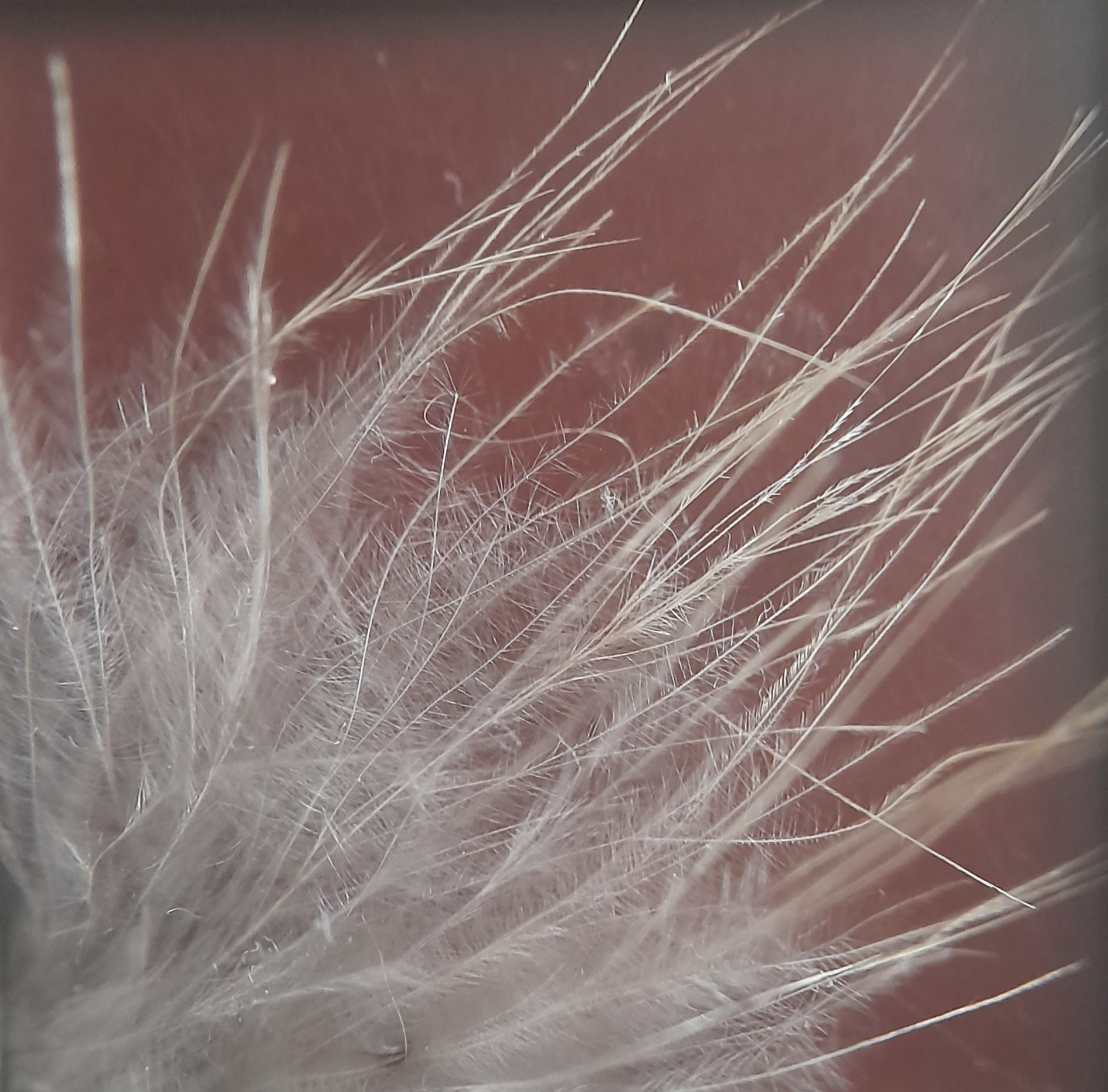
Makrofotografie pera hedvábničky
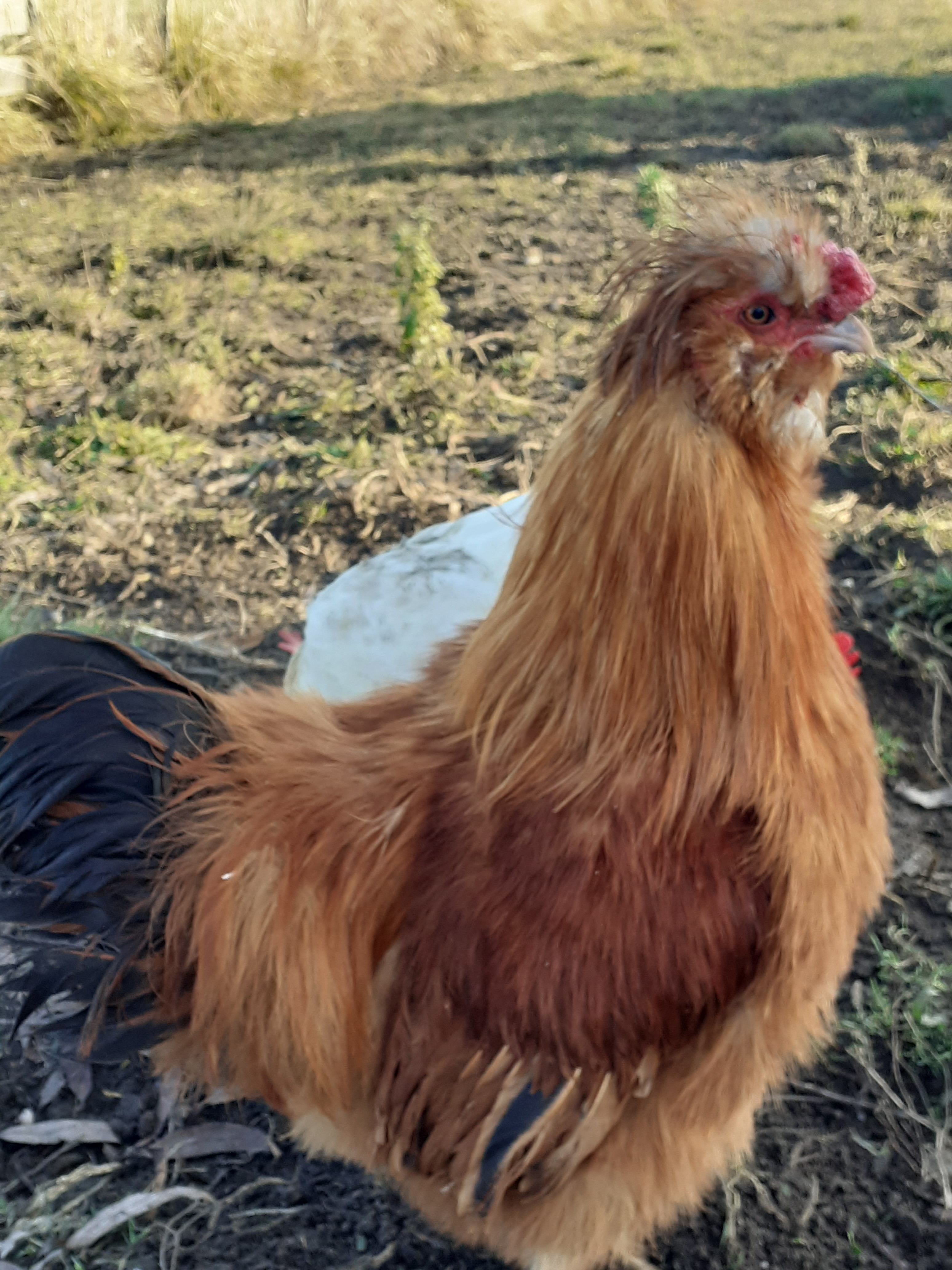
Hedvábnička, kohout
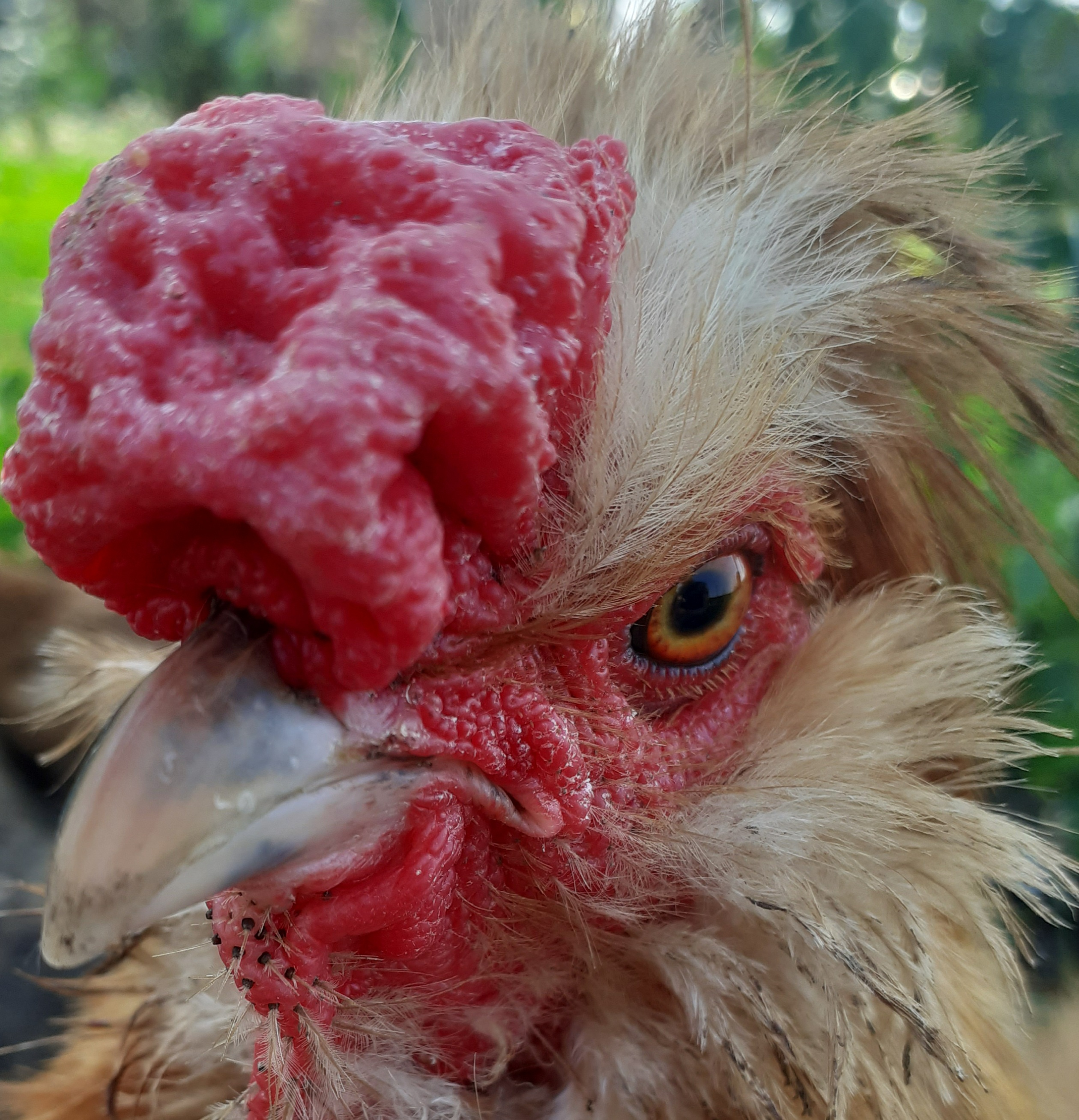
Detail hlavy kohouta hedvábničky
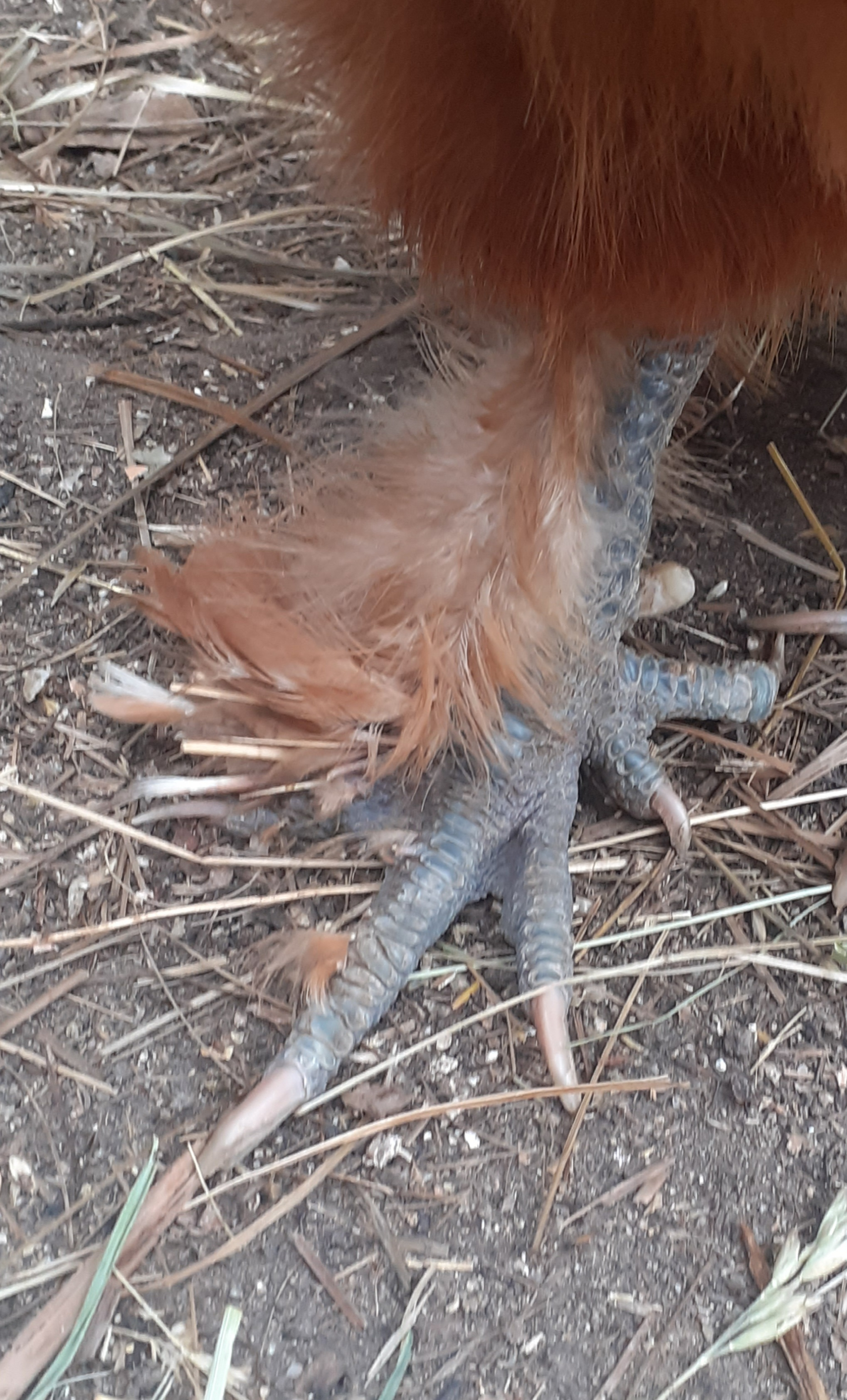
Detail běháku kohouta hedvábničky